# الجيش الهندي
الجيش الهندي هي القوات البرية لجمهورية الهند. يعتبر أحد أجزاء القوات المسلحة الهندية. شارك بعدة حروب أبرزها الحروب الباكستانية الهندية. رئيس الهند هو القائد الأعلى للقوات المسلحة الهندية ويبلغ عدد الجنود النشطين 4.8مليون جندي وهو يعتبر رابع اقوى جيش في العالم.